# Чемпионат Европы по настольному теннису 1994
19-й чемпионат Европы по настольному теннису проходил с 25 марта по 4 апреля 1994 года в английском городе Бирмингем.
В ходе соревнований было разыграно 7 комплектов медалей: в мужском и женском одиночном и парном разрядах, в миксте, а также в командных соревнованиях.

## Медалисты

### Мужчины
| Разряд           | Золото                                                                                   | Серебро                                                                                     | Бронза                                                                                    |
| ---------------- | ---------------------------------------------------------------------------------------- | ------------------------------------------------------------------------------------------- | ----------------------------------------------------------------------------------------- |
| Одиночный разряд | Жан-Мишель Сев                                                                           | Ян-Уве Вальднер                                                                             | Патрик Чила                                                                               |
| Одиночный разряд | Жан-Мишель Сев                                                                           | Ян-Уве Вальднер                                                                             | Зоран Приморац                                                                            |
| Парный разряд    | Зоран Калинич Калиникос Креанга                                                          | Зоран Приморац Жан-Мишель Сев                                                               | Владимир Самсонов Кристиан Дрехер                                                         |
| Парный разряд    | Зоран Калинич Калиникос Креанга                                                          | Зоран Приморац Жан-Мишель Сев                                                               | Йёрг Росскопф Штефан Фетцнер                                                              |
| Команды          | Франция · Николя Шательен · Патрик Чила · Дамьен Элуа · Жан-Филипп Гасьен · Кристоф Лего | Швеция · Фредрик Хаканссон · Петер Карлссон · Эрик Линд · Томас фон Шееле · Ян-Уве Вальднер | Германия · Йёрг Росскопф · Штефан Фетцнер · Петер Франц · Рихард Праузе · Кристиан Дрехер |

### Женщины
| Разряд           | Золото                                                                                    | Серебро                                                                               | Бронза                                                               |
| ---------------- | ----------------------------------------------------------------------------------------- | ------------------------------------------------------------------------------------- | -------------------------------------------------------------------- |
| Одиночный разряд | Мари Свенссон                                                                             | Герди Кин                                                                             | Цзе Шёпп                                                             |
| Одиночный разряд | Мари Свенссон                                                                             | Герди Кин                                                                             | Николь Штрузе                                                        |
| Парный разряд    | Кристина Тот Чилла Баторфи                                                                | Ирина Палина Елена Тимина                                                             | Энн Буало Сильви Плейсант                                            |
| Парный разряд    | Кристина Тот Чилла Баторфи                                                                | Ирина Палина Елена Тимина                                                             | Рута Пашкаускене Иоланта Прусиене                                    |
| Команды          | Россия · Светлана Бахтина · Галина Мельник · Ирина Палина · Елена Тимина · Оксана Фадеева | Германия · Кристина Фишер · Ольга Немес · Кристиана Прадел · Цзе Шёпп · Николь Штрузе | Венгрия · Кристина Тот · Чилла Баторфи · Vivien Ello · Мария Фазекас |

### Микст
| Разряд | Золото                       | Серебро                          | Бронза                          |
| ------ | ---------------------------- | -------------------------------- | ------------------------------- |
| Микст  | Чилла Баторфи Зоран Приморац | Отилия Бэдеску Калиникос Креанга | Валентина Попова Jaromír Truksa |
| Микст  | Чилла Баторфи Зоран Приморац | Отилия Бэдеску Калиникос Креанга | Els Billen Луцян Блащик         |

## Российская команда
Женскую команду России, завоевавшую золото к командном разряде и серебро в парном, возглавлял заслуженный тренер России Аркадий Старожилец.